# تئاتر ریچارد راجرز
تئاتر ریچارد راجرز (انگلیسی: Richard Rodgers Theatre) یک سالن تئاتر متعلق به سازمان نیدرلاندر در شهر نیویورک، آمریکا است.
این تئاتر که در سال ۱۹۲۵ تاسیس شده در منطقه تئاتر برادوی قرار دارد و دارای ۱٬۳۱۹ نفر ظرفیت است.